# Sebastià Trullol i Plana
Sebastià Trullol i Plana (Figueres, Alt Empordà, 1853 - Maià de Montcal, Garrotxa, 1946) fou un periodista, dramaturg, llibretista i poeta.
Es va llicenciar en dret l'any 1882, treballant d'advocat i dedicant-se posteriorment al periodisme. Va col·laborar en publicacions com ara El Correo Catalán, La Tradició Catalana, Almanaque de "El Áncora" para el año..., La música ilustrada hispano-americana i va publicar la col·lecció d'articles crítics La Setmana artística a Barcelona (1891). Va ser secretari dels Consistori dels Jocs Florals sota la presidència d'Eusebi Güell l'any 1900, i Mantenidor l'any 1901.
Nets de Sebastià Trullol van ser les escriptores Montserrat Vayreda i Trullol (1924-2006) i Maria dels Àngels Vayreda i Trullol (1910-1977) i els pintors Lluís Vayreda i Trullol (1918-1986) i Francesc Vayreda i Trullol (1919-2003).
Un carrer de la ciutat de Figueres porta el nom de Sebastià Trullol en el seu honor.

## Obres
Entre les seves obres una va tenir un significat especial per a Amadeu Vives: l'òpera Artús, estrenada el 19 de maig de 1897 al Teatre Novedades de Barcelona, que esdevindria el primer èxit del compositor de Collbató, i de resultes de l'èxit li va proporcionar els diners necessaris per a estabilitzar la seva economia i emprendre el viatge cap a Madrid.
Va escriure peces de teatre, llibrets d'òpera, poesies i lletres per a cançons i sardanes, en català o castellà. També va traduir al castellà obres de Jacint Verdaguer. Es poden destacar les següents:

### Obres escèniques
- Lo Diamant perdut: essaig dramátich en un acte y en vers (1881).
- El señorío de Vilarnau: leyenda dramática en cuatro actos (1884) (en castellà).
- Artús, òpera en tres actes i un epíleg, amb música d'Amadeu vives (Molgosa, 1897).
- Magnificat: Fantasia poètica en un acte, amb música de Joaquim Cassadó i Valls.
- El príncipe tonto: Zarzuela en tres actos, amb música de Joaquim Cassadó (1902).

### Poesia
- Poesies? (Est. de La Hormiga de oro, 1889).

### Altres
- La semana artística en Barcelona: colección de artículos críticos... (1891).
- El Libro de mis fantasmas (Establecimiento Tipográfico de Francisco Altés, 1892).